# 남베트남 합동 전쟁 (1963년~1969년)
베트남 전쟁에서 응오딘지엠과 존 F. 케네디가 1963년 사망하고 통킹 만 사건이 1964년 발생하면서 위기가 찾아왔고, 남베트남에서 정치적 불안정이 계속해서 이어지자 미국은 남베트남 합동 전쟁을 개시하기로 결심한다. 이 전쟁의 점진적인 가속화와 미국화가 이어졌고, 미국과 동맹국은 대규모의 전투 병력을 파견하기로 결성했다. 베트남 공화국은 외부의 도움 없이는 버틸 수 없는 상황이 되었다. 이 전쟁은 리처드 닉슨이 미국 대통령에 당선돼서 미국이 이 전쟁에 대한 정책을 베트남화로 바꿀 때까지 이어졌다.
북베트남은 1965년 미국 육군의 대규모 상륙이 이어지자 이 전쟁을 "지역 전쟁"으로 유도하라고 지시했다 당은 "미국은 이들이 전쟁에서 지고 있기 때문에 그들의 병력을 투입한 것이다. 이들은 베트남의 정치 게임에서 졌고, 상황은 우리의 혁명을 새로운 단계로 이동하게 만들었고, 그것은 우리의 결정적인 승리를 줄 것이다." 베트남공산당은 이 효과에 대한 해결책을 논의했으며 1967년 10월 번역되어 남베트남 중앙사무국과 남베트남의 주요 사령부 장교들에게 넘어갔다. 이들은 구정 대공세로 알려지는 것에 대한 계획을 수립했다.